# 583 Клотильда
583 Клотильда (583 Klotilde) — астероїд головного поясу, відкритий 31 грудня 1905 року Йоганном Палізою у Відні.
Тіссеранів параметр щодо Юпітера — 3,166.